# Grzmiączka (Wyżyna Olkuska)
Grzmiączka (393 m) – wzgórze w orograficznie lewych zboczach Doliny Będkowskiej na Wyżynie Olkuskiej. Znajduje się w granicach wsi Będkowice w województwie małopolskim, w powiecie krakowskim, w gminie Wielka Wieś.
Grzmiączka znajduje się po lewej stronie (patrząc od dołu) ujścia Wąwozu Będkowickiego do dna Doliny Będkowskiej i tworzy lewe zbocza tzw. Bramy Będkowskiej. W jej górnej części znajdują się skały Pytajnik, Zapytajnik, Odpowiednik i Rogata Grań, a u wschodniego podnóża (na dnie Wąwozu Będkowickiego) skała Rotunda. Na wszystkich tych skałach uprawiana jest wspinaczka skalna.
Grzmiączka zbudowana jest z późnojurajskich wapieni i porasta ją rzadki las bukowo-grabowy-sosnowy. Od zachodu opada stromym, piarżystym stokiem do płaskiego i trawiastego dna Doliny Będkowskiej, od południowego wschodu równie piarżystym i stromym stokiem do dna Wąwozu Będkowskiego, na północnym wschodzie przechodzi w płaską wierzchowinę Wyżyny Olkuskiej. Nie prowadzi przez nią żaden szlak turystyczny, ale na zachodnim stoku i u podnóży skał są ścieżki wydeptane przez wspinaczy skalnych.